# Sherlock Holmes (Fernsehserie, 1964)
Sherlock Holmes ist eine britische Fernsehserie der BBC nach Romanen des Schriftstellers Sir Arthur Conan Doyle. Sie wurde in zwei Staffeln von 1964 bis 1968 in der BBC ausgestrahlt. In Deutschland wurde die erste Staffel nicht gezeigt, sondern erst mit Peter Cushing in der Rolle des Detektivs in der zweiten Staffel übernahm die ARD ab 1969 die Ausstrahlung. Dabei fehlten allerdings einige Folgen, die bis heute als verschollen gelten. Auch die Original ARD-Synchronisationen sind nicht mehr auffindbar, weshalb 2017 für eine DVD-Veröffentlichung von Pidax eine Neu-Synchro angefertigt wurde.

## Handlung
Privatdetektiv Sherlock Holmes agiert in England im viktorianischen Zeitalter und ist sowohl ein brillanter Berater als auch ein Privatdetektiv. Er wird von der Polizei und anderen Detekteien zur Aufklärung von Verbrechen konsultiert. Er nimmt auch private Fälle selbst und seine Klienten reichen von Armen bis Königen. Seine deduktiven Fähigkeiten und sein enzyklopädisches Wissen helfen ihm, die komplexesten Fälle zu lösen. Er wird bei seiner Arbeit von Freund und Begleiter, dem Militärveteranen Dr. John Watson unterstützt, mit dem er eine Wohnung in der Baker Street 221b teilt. Holmes nutzt bei seinen Ermittlungen erste forensische Arbeitsmethoden und seine Fähigkeit der detailgenauen Beobachtung macht ihn zu einem erfolgreichen Detektiv, wobei ihm sein analytisch-rationales Denken sehr zu Hilfe kommt.

## Hintergrund
Aufgrund des großen Erfolges der ersten Farbversion einer Holmes-Verfilmung Der Hund von Baskerville (1959), in der bereits Peter Cushing als Sherlock Holmes auftrat, ließ die BBC wenige Jahre später Sherlock Holmes als Fernsehserie produzieren. In der ersten Staffel spielte Douglas Wilmer die Titelfigur Holmes, der dann aber in der zweiten Staffel von Cushing abgelöst wurde. Im Gegensatz zu der amerikanischen Holmes-Reihe in den Fünfzigern mit Ronald Howard in der Titelrolle, die ganz eigene Geschichten erzählte, hielt sich die BBC eng an die literarische Vorlagen von Arthur Conan Doyle.
Die meisten Folgen der zweiten Staffel, die in Deutschland im Fernsehen gezeigt wurden, sind nach der Veröffentlichung verschwunden und gelten bis heute als verschollen. Im Zuge einer DVD-Veröffentlichung 2017 wurde das Ursprungsmaterial der BBC neu synchronisiert. Dabei gelangte die Episode Das Zeichen der Vier in Deutschland erstmals zur Veröffentlichung.

## Episodenliste

### 1. Staffel
| Nr. (ges.) | Nr. (St.) | Deutscher Titel | Originaltitel                            | Erstausstrahlung UK | Regie         | Drehbuch         |
| ---------- | --------- | --------------- | ---------------------------------------- | ------------------- | ------------- | ---------------- |
| 0          | 0         | -               | The Speckled Band                        | 18. Mai 1964        | Robin Midgley | Giles Cooper     |
| 1          | 1         | -               | The Illustrious Client                   | 20. Feb. 1965       | Peter Sasdy   | Giles Cooper     |
| 2          | 2         | -               | The Devil's Foot                         | 20. Feb. 1965       | Max Varnel    | Giles Cooper     |
| 3          | 3         | -               | The Copper Beeches                       | 6. März 1965        | Gareth Davies | Vincent Tilsley  |
| 4          | 4         | -               | The Red-Headed League                    | 13. März 1965       | Peter Duguid  | Anthony Read     |
| 5          | 5         | -               | The Abbey Grange                         | 20. März 1965       | Peter Cregeen | Clifford Witting |
| 6          | 6         | -               | The Six Napoleons                        | 27. März 1965       | Gareth Davies | Giles Cooper     |
| 7          | 7         | -               | The Man with the Twisted Lip             | 3. Apr. 1965        | Eric Tayler   | Jan Read         |
| 8          | 8         | -               | The Beryl Coronet                        | 10. Apr. 1965       | Max Varnel    | Nicholas Palmer  |
| 9          | 9         | -               | The Bruce-Partington Plans               | 17. Apr. 1965       | Shaun Sutton  | Giles Cooper     |
| 10         | 10        | -               | Charles Augustus Milverton               | 24. Apr. 1965       | Philip Dudley | Clifford Witting |
| 11         | 11        | -               | The Retired Colourman                    | 1. Mai 1965         | Michael Hayes | Jan Read         |
| 12         | 12        | -               | The Disappearance of Lady Frances Carfax | 8. Mai 1965         | Shaun Sutton  | Vincent Tilsley  |

### 2. Staffel
Die Ausstrahlung der in Deutschland gezeigten Episoden erfolgte nicht in der Reihenfolge der Originale.
| Nr. (ges.) | Nr. (St.) | Deutscher Titel                | Originaltitel                           | Erstausstrahlung UK | Deutschsprachige Erstausstrahlung (ARD) | Regie                       | Drehbuch        |
| ---------- | --------- | ------------------------------ | --------------------------------------- | ------------------- | --------------------------------------- | --------------------------- | --------------- |
| 13         | 1         | -                              | The Second Stain                        | 9. Sep. 1968        | Jul.                                    | Henri Safran                | Jennifer Stuart |
| 14         | 2         | -                              | The Dancing Men                         | 16. Sep. 1968       | Jul.                                    | William Sterling            | Jennifer Stuart |
| 15         | 3         | Studie in Scharlachrot         | A Study in Scarlet                      | 23. Sep. 1968       | 22. Nov. 1969                           | Henri Safran                | Hugh Leonard    |
| 16         | 4         | Der Hund von Baskerville (1)   | The Hound of the Baskervilles: Part One | 30. Sep. 1968       | 8. Juli 1970                            | Graham Evans                | Hugh Leonard    |
| 17         | 5         | Der Hund von Baskerville (2)   | The Hound of the Baskervilles: Part Two | 7. Okt. 1968        | 15. Juli 1970                           | Graham Evans                | Hugh Leonard    |
| 18         | 6         | Das Rätsel von Boscombe Valley | The Boscombe Valley Mystery             | 14. Okt. 1968       | 14. Okt. 1970                           | Viktors Ritelis             | Bruce Stewart   |
| 19         | 7         | Der griechische Dolmetscher    | The Greek Interpreter                   | 21. Okt. 1968       | 21. März 1970                           | David Saire                 | John Gould      |
| 20         | 8         | Der Flottenvertrag             | The Naval Treaty                        | 28. Okt. 1968       | 17. Jan. 1970                           | Antony Kearey               | John Gould      |
| 21         | 9         | Die Brücke von Thor            | Thor Bridge                             | 4. Nov. 1968        | 23. Aug. 1969                           | Antony Kearey               | Harry Moore     |
| 22         | 10        | Das Musgrave Ritual            | The Musgrave Ritual                     | 11. Nov. 1968       | 18. Okt. 1969                           | Viktors Ritelis             | Alexander Baron |
| 23         | 11        | -                              | Black Peter                             | 18. Nov. 1968       | Jul.                                    | Antony Kearey               | Richard Harris  |
| 24         | 12        | Geschichte einer Rache         | Wisteria Lodge                          | 25. Nov. 1968       | 31. März 1970                           | Roger Jenkins               | Alexander Baron |
| 25         | 13        | -                              | Shoscombe Old Place                     | 2. Dez. 1968        | Jul.                                    | Bill Bain                   | Donald Tosh     |
| 26         | 14        | Der einsame Radfahrer          | The Solitary Cyclist                    | 9. Dez. 1968        | 26. Dez. 1969                           | Viktors Ritelis             | Stanley Miller  |
| 27         | 15        | Das Zeichen der Vier           | The Sign of Four                        | 16. Dez. 1968       | William Sterling                        | Michael und Mollie Hardwick |                 |
| 28         | 16        | Der blaue Karfunkel            | The Blue Carbuncle                      | 23. Dez. 1968       | 29. März 1970                           | Bill Bain                   | Stanley Miller  |